# Renodes
Renodes is een geslacht van vlinders van de familie spinneruilen (Erebidae), uit de onderfamilie Calpinae.

## Soorten
- R. aequalis Walker, 1865
- R. albilimbata Hampson, 1926
- R. apicosa Guenée, 1852
- R. brevipalpis Guenée, 1852
- R. brunnea Cramer, 1780
- R. croceiceps Walk, 1865
- R. curvicosta Guenée, 1852
- R. chacma Schaus, 1901
- R. diffidens Schaus, 1901
- R. eupithecioides Walker, 1858
- R. flavilimbata Hampson, 1926
- R. fuscula Heyden, 1891
- R. liturata Walker, 1865
- R. moha Dognin, 1897
- R. nephrophora Wallengren, 1860
- R. nigrilinea Guenée, 1852
- R. phaeoscia Hampson, 1926
- R. subfixa Walker, 1865
- R. vulgaris Butler, 1879